# Walton Goggins
Walton Sanders Goggins Jr. (* 10. listopadu 1971) je americký herec. 
Narodil se ve městě Birmingham v americkém státě Alabama a od svých devatenácti let žil v Los Angeles. Svou hereckou kariéru zahájil koncem osmdesátých let, nejprve hrál v různých televizních filmech a seriálech. Později hrál v mnoha vysokorozpočtových filmech, mezi které patří například Predátoři (2010), Kovbojové a vetřelci (2011), Nespoutaný Django (2012) a Osm hrozných (2015). 

## Filmografie – výběr

### Film
| Rok  | Český název                           | Role             | Poznámky       |
| ---- | ------------------------------------- | ---------------- | -------------- |
| 1994 | Nový Karate Kid                       | Charlie          |                |
| 1997 | Apoštol                               | Sam              |                |
| 1997 | Past                                  | Bud              |                |
| 1998 | První liga 3: Zpátky do druhé ligy    | Billy Anderson   |                |
| 2000 | Vrána 3: Návrat                       | Stanley Roberts  |                |
| 2000 | Tenkrát na východě                    | Wallace          |                |
| 2000 | Red Dirt                              | Lee Todd         |                |
| 2001 | Jízda do pekel                        | policista        | vymazané scény |
| 2003 | Dům tisíce mrtvol                     | Steve Nash       |                |
| 2005 | V zajetí rychlosti                    | Marty Dickerson  |                |
| 2008 | Okřídlené bytosti                     | Zack             |                |
| 2008 | Buffalo Soldiers: Odvaha a přátelství | Nokes            |                |
| 2010 | Predátoři                             | Stans            |                |
| 2011 | Kovbojové a vetřelci                  | Hunt             |                |
| 2011 | Strašáci                              | Daniel Niles     |                |
| 2012 | Lincoln                               | Clay Hawkins     |                |
| 2012 | Nespoutaný Django                     | Billy Crash      |                |
| 2013 | Machete zabíjí                        | El Camaleón 1    |                |
| 2013 | G. I. Joe: Odveta                     | Nigel James      |                |
| 2015 | American Ultra                        | Laughter         |                |
| 2015 | Osm hrozných                          | Chris Mannix     |                |
| 2018 | Labyrint: Vražedná léčba              | Lawrence         |                |
| 2018 | Tomb Raider                           | Mathias Vogel    |                |
| 2018 | Ant-Man a Wasp                        | Sonny Burch      |                |
| 2020 | Vzkaz na zdi záchodků                 | Paul             |                |
| 2021 | Divoký Spirit                         | Hendricks (hlas) |                |

### Televize
| Rok             | Český název                               | Role                  | Poznámky                        |
| --------------- | ----------------------------------------- | --------------------- | ------------------------------- |
| 1992            | Beverly Hills 90210                       | Mike Muchin           | díl: „Pit a kyvadlo"            |
| 1993            | Odpadlík                                  | Lance                 | díl: „Řidič"                    |
| 1996            | Ochránce                                  | Mick                  | díl: „True Crime"               |
| 2001            | To je vražda, napsala: Konečně na svobodě | Billy Weber           | TV film                         |
| 2002–2008       | Policejní odznak                          | Shane Vendrell        | hlavní role, 88 dílů            |
| 2007            | Kriminálka Las Vegas                      | Marlon Frost          | díl: „Prázdné oči"              |
| 2009            | Myšlenky zločince                         | John Cooley           | díl: „Smrtící rituál"           |
| 2009            | Kriminálka Miami                          | Sean Echols           | díl: „Rozpuštěný"               |
| 2010–2015       | Strážce pořádku                           | Boyd Crowder          | hlavní role, 74 dílů            |
| 2012–2014       | Zákon gangu                               | Venus Van Dam         | 6 dílů                          |
| 2014            | Zpátky do školy                           | pan Stone             | díl: „Skupinová polygrafie"     |
| 2016–2017       | Boj o ředitelnu                           | Lee Russell           | hlavní role, 18 dílů            |
| 2017–2018       | Seal Team 6                               | Richard „Rip" Taggart | hlavní role, 18 dílů            |
| 2017            | Americký táta                             | Enoch (hlas)          | díl: „A Nice Night for a Drive" |
| 2018            | Teorie velkého třesku                     | Oliver                | díl: „Férové odloučení"         |
| 2019–současnost | Ve jménu našeho Pána                      | Baby Billy Freeman    | 12 dílů                         |
| 2021–současnost | Neporazitelný                             | Cecil Stedman (hlas)  | 7 dílů                          |
| 2022            | Poslední dny Ptolemyho Greye              | doktor Rubin          | 5 dílů                          |

## Osobní život
V roce 2001 se oženil s kanadskou podnikatelkou Leanne Kaun. Jejich manželství skončilo v roce 2004 žádostí o rozvod. Leanne, která trpěla chronickou depresí, spáchala nedlouho před dokončením rozvodu sebevraždu skokem z výškové budovy v Los Angeles.
V srpnu 2011 se oženil s režisérkou a scenáristkou Nadiou Conners. Půl roku před svatbou se jim narodil syn Augustus.